# Acoplamento de Ullmann
A reação de Ullmann ou acoplamento de Ullmann é uma reação de acoplamento entre haletos de arila. Tradicionalmente, ela é realizada sob catálise por cobre, mas paládio e níquel também são catalisadores eficazes. A reação recebeu o nome de Fritz Ullmann.

## Mecanismo
O mecanismo da reação do tipo Ullmann é extensivamente estudado. Complicações surgem porque as reações costumam ser heterogêneas. Com o cobre como receptor de haleto, considera-se que intermediários organocobre são formados.

## Abrangência e mecanismo
Um exemplo típico de acoplamento bisarílico clássico de Ullmann é a conversão de orto-cloronitrobenzeno em 2,2'-dinitrobifenilo com uma liga cobre-bronze.
A versão tradicional da reação de Ullmann requer condições reacionais severas e a reação tem uma reputação de rendimentos erráticos. Devido a esses problemas, muitas melhorias e procedimentos alternativos foram introduzidos.
A reação de Ullmann clássica é limitada a haletos de arila deficientes em elétrons e requer condições de reação extremas. Variantes modernas da reação de Ullman empregando paládio e níquel ampliaram o escopo do substrato da reação e tornaram as condições reacionais mais suaves. No entanto, os rendimentos geralmente ainda são moderados. Na síntese orgânica, essa reação é frequentemente substituída por reações de acoplamento com paládio, como a reação de Heck, o acoplamento de Hiyama e o acoplamento de Sonogashira.
Já foram obtidos bifenilos com rendimentos razoáveis usando 2,2-di-iodobifenil ou o íon 2,2-di-iodobifenilônio como material de partida.
O fechamento de anéis de 5 membros é mais fácil, mas anéis maiores também foram feitos por meio dessa abordagem.
A ressonância eletrônica de spin descarta um intermediário radicalar no mecanismo da reação de Ullmann. A sequência adição oxidativa/eliminação redutiva observada com catalisadores de paládio é improvável para o cobre porque o cobre(III) raramente é observado. A reação provavelmente envolve a formação de um composto organocobre (RCuX) que reage com o outro reagente aril em uma substituição aromática nucleofílica. Existem mecanismos alternativos, como metátese de ligação σ.

## Acoplamentos assimétricos
A síntese de Ullmann de compostos biarílicos pode ser usada para gerar produtos quirais a partir de reagentes quirais. Nelson e colaboradores trabalharam na síntese de compostos biarílicos assimétricos e obtiveram o produto controlado termodinamicamente.
A proporção diastereomérica dos produtos é aumentada com substituintes R mais volumosos no grupo auxiliar de oxazolina.
As reações de Ullmann assimétricas raramente são realizadas, mas foram alcançadas quando um dos dois componentes de acoplamento está em excesso.

## Reação Ullmann do Imidazol
Em uma variação da reação de Ullmann, reage-se o β-bromoestireno com imidazol em um líquido iônico tal como tetrafluoroborato de 1-butil-3-metilimidazólio para dar um N -estirilimidazol. A reação requer L-prolina, além de iodeto de cobre (I) como catalisador.

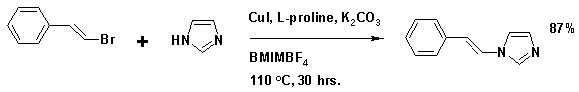
Reação de Imidazol Ullmann.